# MikaWalker
Mika Walker（ミカウォーカー、1989年9月13日 - ）はイギリス・ロンドン 出身のモデル、アーティスト、ラジオパーソナリティー。

## 来歴
- イギリス人の父親、日本人の母親を持ち、イギリスで生まれ育ち、2009年より新潟に移住した。[3]
- 2015年よりエフエムラジオ新潟に所属し、モデル、アーティスト、ラジオパーソナリティーとして活躍する。
- 2012年にバンドfornowを結成、フロントマンを務めており[4]、フジロックフェスティバル他多数の音楽フェスに出演している。
- 2023年4月9日、自身がパーソナリティを務めるMika's Pretty Thingのエンディング及びInstagramにて、前週に結婚した事を発表した。

## 人物
- 辛いものが大好きであり、instagramのストーリーに度々食す様子を投稿している。

- 愛猫家であり、わさびという名前の猫を飼っている。[5]その様子は度々パーソナリティー通信(ブログ)にアップされている。

## ディスコグラフィ (fornow名義)

### シングル&EP
出典:
| 枚  | 発売日         | タイトル                   |
| --- | -------------- | -------------------------- |
| 1st | 2016年12月25日 | NAKED - EP                 |
| 2nd | 2018年5月25日  | アーバン                   |
| 3rd | 2019年6月5日   | YOU SAY IT'S LOVE - Single |
| 4th | 2022年4月25日  | OTHERSIDE                  |

## 担当番組
- VIP Group Presents Mika's Pretty Thing
- GO!GO!PARTY!〜ゴゴパリ〜(月曜日、2023年4月3日〜)

## 過去の出演番組
- FIGUEROA
- FES.19（月曜、木曜）[7]
- adorable＊me (火曜日、XOXO~hugs and kisses~内)
- SOUND SPLASH(木曜日)
- SOUND SPLASH(月曜日、〜2023年3月27日)
- XOXO~hugs and kisses~ (毎週火曜日、〜2023年3月28日)